# Criação da NASA
Como resultado da corrida espacial entre os EUA e União Soviética na década de 1950, a NASA foi criada em 1958 a partir do NACA (Comitê Nacional para Aconselhamento sobre Aeronáutica, formado em 1915) e outras organizações relacionadas.

## Passado
Desde 1946 que o Comitê Nacional para Aconselhamento sobre Aeronáutica (NACA) estava experimentando com aviões foguetes tais como o Bell X-1. No começo dos anos de 1950, ocorreu um desafio para lançar um satélite artificial para o Ano Internacional da Geofísica (1957-58). Uma tentativa para a realização disso foi o Projeto Vanguard dos Estados Unidos. Depois do Programa espacial soviético lançar o primeiro satélite artificial do mundo (Sputnik 1) no dia 4 de outubro de 1957, os Estados Unidos passaram a prestar atenção em suas próprias atividades espaciais. O Congresso dos Estados Unidos, alarmado pela aparente ameaça à segurança nacional e liderança tecnológica (conhecida como "Crise do Sputnik"), criou uma mudança de ação imediata; Presidente Dwight D. Eisenhower e seus conselheiros aconselharam medidas mais deliberadas. Isso resultou num acordo de que uma nova agência federal principalmente baseada na NACA era necessária para conduzir todas as atividades espaciais não militares. O Advanced Research Projects Agency também foi criado nessa época para desenvolver tecnologias espaciais para aplicação militar.[carece de fontes?]

## Transição da NACA para NASA
Do fim de 1957 ao início de 1958, o já existente National Advisory Committee for Aeronautics (NACA) começou a estudar no que uma nova agência espacial não militar implicaria, e também qual seria o seu papel, tendo atribuído a vários comitês a revisão do conceito. Em 12 de janeiro de 1958, NACA organizou um "Comitê Especial de Tecnologia Espacial", liderado por Guyford Stever. O comitê de Stever incluiu a consulta do programa de propulsor grande do Army Ballistic Missile Agency, chamado de Grupo de Trabalho em Programas Veículares, liderado pelo cientista alemão Wernher von Braun, trazido aos EUA na Operação Paperclip.

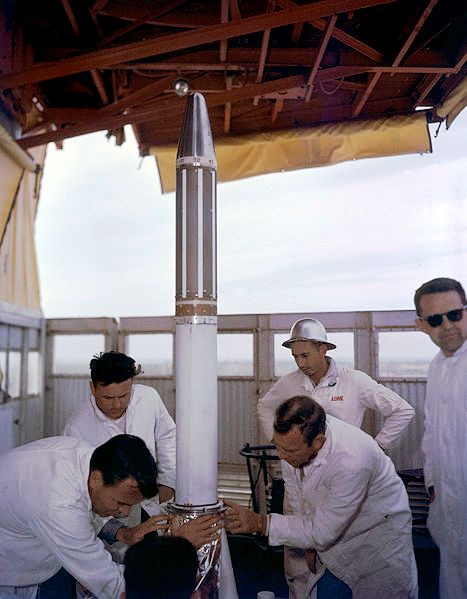
Explorer 1 instalado em 1958

Em 14 de janeiro de 1958, o diretor Hugh Dryden da NACA publicou "A National Research Program for Space Technology" declarando: 
É de grande urgência para o nosso país tanto da consideração do nosso prestígio como nação como também a necessidade militar que esse desafio [Sputnik] seja respondido por um programa enérgico de pesquisa e desenvolvimento para a conquista do espaço... De acordo, é proposto que a pesquisa científica seja de responsabilidade de uma agência civil nacional... ANCA é capaz, por rápida extensão e expansão de seu esforço, de prover liderança em tecnologia espacial.
Lançado em 31 de janeiro de 1958, o Explorer 1, oficialmente Satellite 1958 Alpha, se tornou o primeiro satélite artificial dos EUA. A carga do Explorer 1 era o Iowa Cosmic Ray Instrument sem um gravador de dados, pois ele não foi modificado a tempo para ser colocado no satélite.
Em 5 de março, o Presidente James Killian do President's Science Advisory Committee (PSAC), escreveu um memorando ao Presidente Dwight D. Eisenhower, chamado "Organization for Civil Space Programs", encorajando a crianção de um programa espacial civil baseado no "fortalecimento e reformulação" da NACA, que poderia expandir seu programa de pesquisa "com um atraso mínimo." No fim de março, um relatório da NACA chamado "Suggestions for a Space Program" incluiu recomendações para o desenvolvimento subsequente de um foguete alimentado por flúor de hidrogênio com 4 450 000 newtons (1 000 000 lbf) de impulso projetado com um segundo e terceiro estágio.
Em abril de 1958, Eisenhower entregou ao Congresso uma ordem executiva favorecendo uma agência espacial civil e apresentou um projeto de lei para a criação da "Agência Nacional de Aeronáutica e Espaço." O papel anterior de pesquisa da NACA mudaria para incluir o desenvolvimento de grande escala, gestão e operações. O Congresso dos EUA passou o projeto, um tanto reescrito, como a Lei Nacional de Aeronáutica e Espaço de 1958, dia 16 de julho. Somente dois dias depois o Grupo de Trabalho de von Braun enviou um relatório preliminar criticando de forma severa a duplicação dos esforços e a falta de coordenação entre várias organizações atribuídas ao programa espacial.O Comitê de Stever sobre Tecnologia Espacial concordou com as críticas do grupo (um rascunho final foi publicado vários meses depois, em outubro).
Em 29 de julho de 1958, Eisenhower assinou a Lei Nacional de Aeronáutica e Espaço, estabelecendo a NASA. Quando suas operações foram iniciadas em 1 de outubro de 1958, NASA absorveu a totalidade da NACA; seus 8,000 empregados e um orçamento anual de US$100 milhões, três principais laboratórios de pesquisa (Laboratório Aeronáutico Langley, Laboratório Aeronáutico Ames e o Laboratório de Propulsão Aérea Lewis) e duas pequenas instalações de teste.
Elementos do Army Ballistic Missile Agency, do qual a equipe de von Braun fazia parte e o Laboratório de Pesquisa Naval foram incorporados na NASA. A contribuição significativa para a entrada da NASA na Corrida Espacial contra a União Soviética foi a tecnologia do Programa Alemão de Foguetes (liderado por von Braun) que também passou a incorporar a tecnologia dos trabalhos iniciais de Robert Goddard. Pesquisas iniciais dentro da Força Aérea dos Estados Unidos e muitos dos programas espaciais iniciais da ARPA também foram transferidos para a NASA. Em dezembro de 1958, a NASA ganhou o controle do Jet Propulsion Laboratory, uma instalação operada pelo Instituto de Tecnologia da Califórnia.